# Mandeln
Mandeln is een plaats in de Duitse gemeente Dietzhölztal, deelstaat Hessen.